# Otto Hermes (Politiker)
Otto Hermes (* 10. September 1838 in Meyenburg; † 19. März 1910 in Berlin) war Apotheker, Zoologe und Mitglied des Deutschen Reichstags.

## Leben
Hermes besuchte das Realgymnasium in Perleberg und wurde Apotheker. Er studierte von 1860 bis 1862 Naturwissenschaften in Jena und Berlin, legte eine pharmazeutische Staatsprüfung ab und promovierte 1865 in Leipzig. 1872 wurde er Mitarbeiter von Alfred Brehm, welcher 1869 in Berlin ein Schauaquarium eröffnet hatte. Er war unter diesem zunächst zweiter Direktor des Berliner Aquariums Unter den Linden, hier gelang es ihm als erstem, klares Seewasser herzustellen. Ab 1874 war er alleiniger Direktor und widmete sich insbesondere dem Leuchtbazillus (Bacillus phosphorescens) und der Vermehrung der Aale. Das Aquarium fiel nach seinem Tode der Bodenspekulation in Berlin zum Opfer.
Von 1881 bis zu seinem Tode war Hermes Mitglied des Deutschen Reichstags zunächst für die Deutsche Fortschrittspartei, dann für die Freisinnige Partei. Sein Bruder war der Abgeordnete Hugo Hermes. Außerdem saß er von 1873 bis 1903 in der Berliner Stadtverordnetenversammlung.
Im Jahr 1893 wurde er zum Mitglied der Leopoldina gewählt.